# Мала базиліка Філіппополя
42°08′47″ пн. ш. 24°45′29″ сх. д. / 42.146448° пн. ш. 24.757944° сх. д.
Мала базиліка Філіппополя (болг. Малка базилика на Филипопол, Malka bazilika na Filipopol ) є однією з найвизначніших пам'яток Пловдива. Базиліка розташована на бульварі Марії Луїзи в центральній частині другого за величиною міста Болгарії. Руїни ранньохристиянської церкви були знайдені під час будівельних робіт на території в 1988 році. Тринефна базиліка є прикладом виняткової майстерності мозаїчників стародавнього Філіппополя.

## Базиліка
Базиліка була побудована в другій половині V століття нашої ери і містила багате архітектурне оздоблення, включаючи мармурову колонаду між нефами, мармурову вівтарну ширму, амвон і синтронон у вівтарній апсиді. Загальна довжина будівлі 20 м м, а ширина 13 м. Спочатку вона була збудована як тринавна базиліка з однією апсидою та нартексом. Підлога вкрита барвистою римською мозаїкою з геометричними мотивами. Невелика каплиця побудована проти південного кінця базиліки, а баптистерій прибудований до північної частини будівлі. Загальна довжина церкви 20 см м, а ширина 13 м. Баптистерій має квадратний план, містить хрещатий басейн і поліхромну мозаїку. На них були зображені олені, голуби та інші християнські символи.

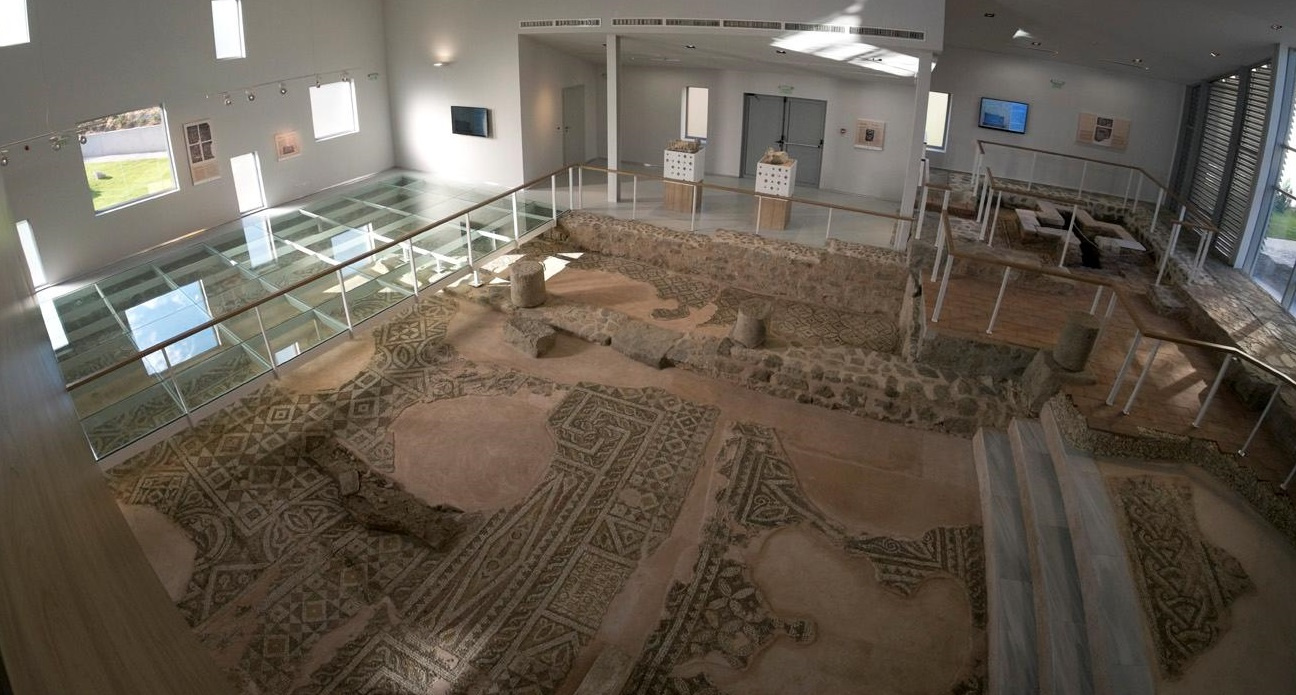
Мозаїчна підлога
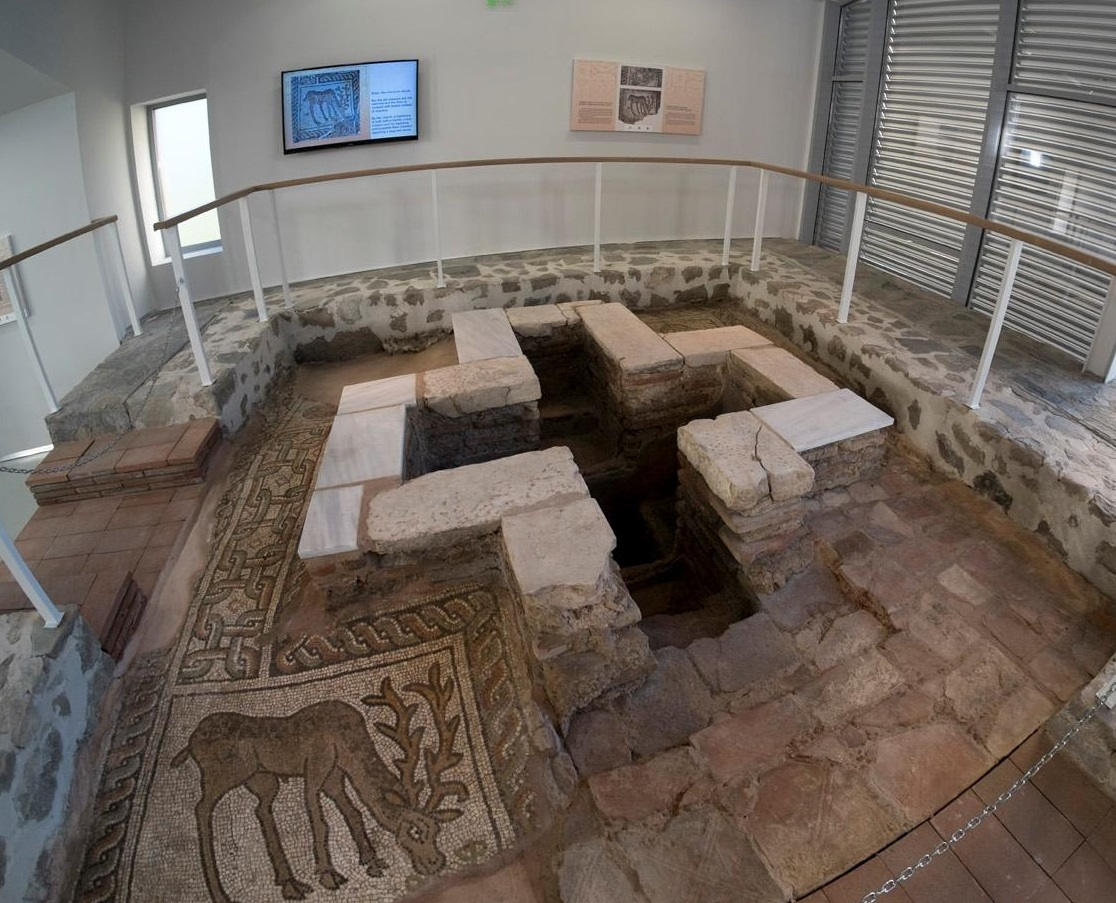
Баптистерій

## Розкопки та реставрація
- 1988 р. – під час будівництва житлового будинку в цьому районі випадково виявлено руїни ранньохристиянської базиліки.
- 1993-1994 – команда Інституту національних пам’яток культури вилучила та поклала на зберігання близько половини мозаїк, залишивши та зберігши решту на місці.
- 1995 — Базиліка та прилеглі до неї залишки давньої оборонної стіни оголошені національною пам’яткою культури.
- 2000 - Частина мозаїк була відреставрована археологом Міною Боспачієвою та реставратором Оленою Кантаревою-Дечевою.
- 2010 - за фінансової підтримки Фонду «Америка для Болгарії», Міністерства культури Республіки Болгарія та муніципалітету Пловдива розпочато ретельний проект консервації та реставрації.
- 2013 - Урочисте відкриття відреставрованої малої базиліки.
- 2014 р. - Мала базиліка відкрита для публіки 1 травня.

## Галерея

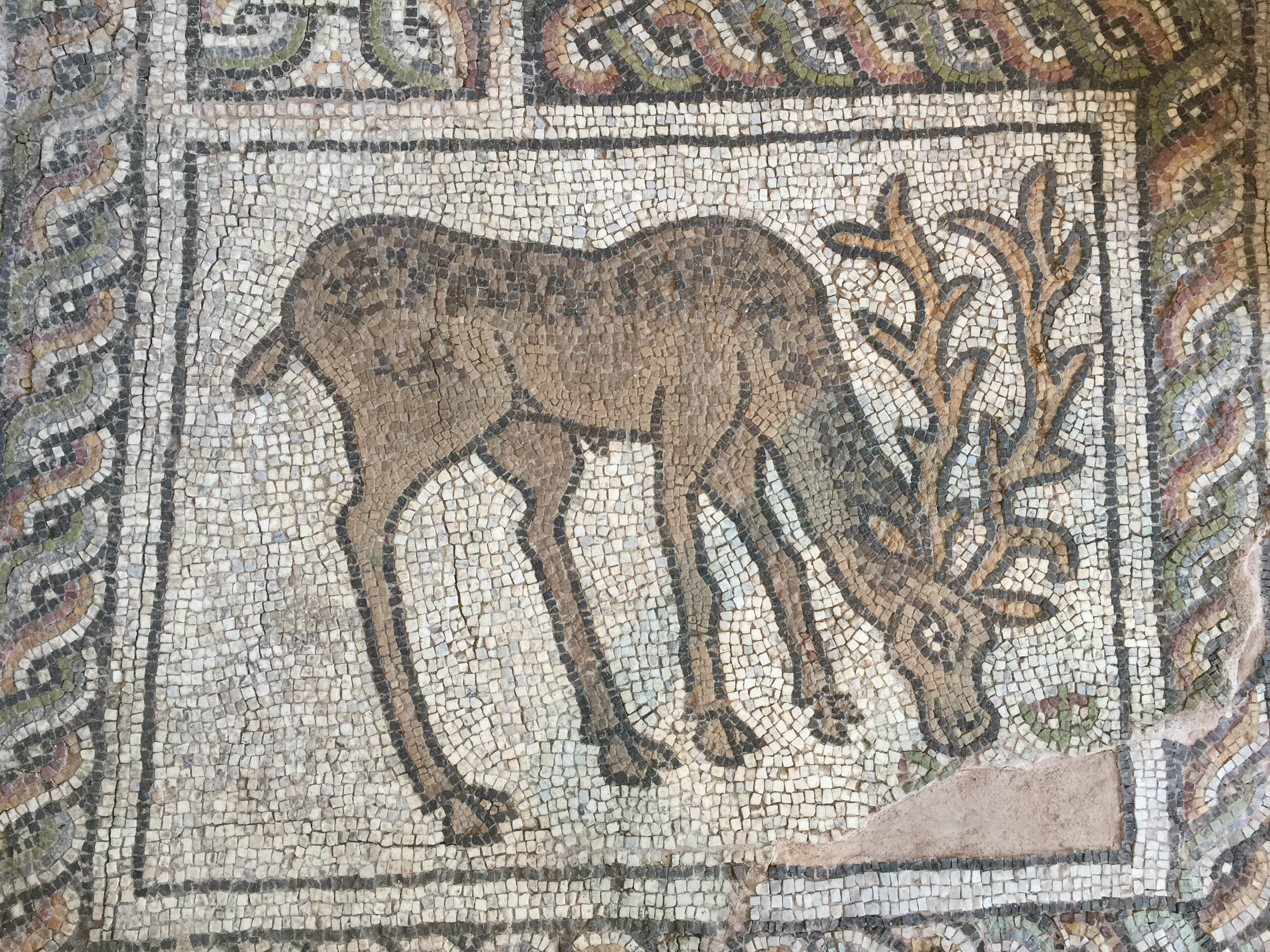
Мозаїчна підлога із зображенням оленів
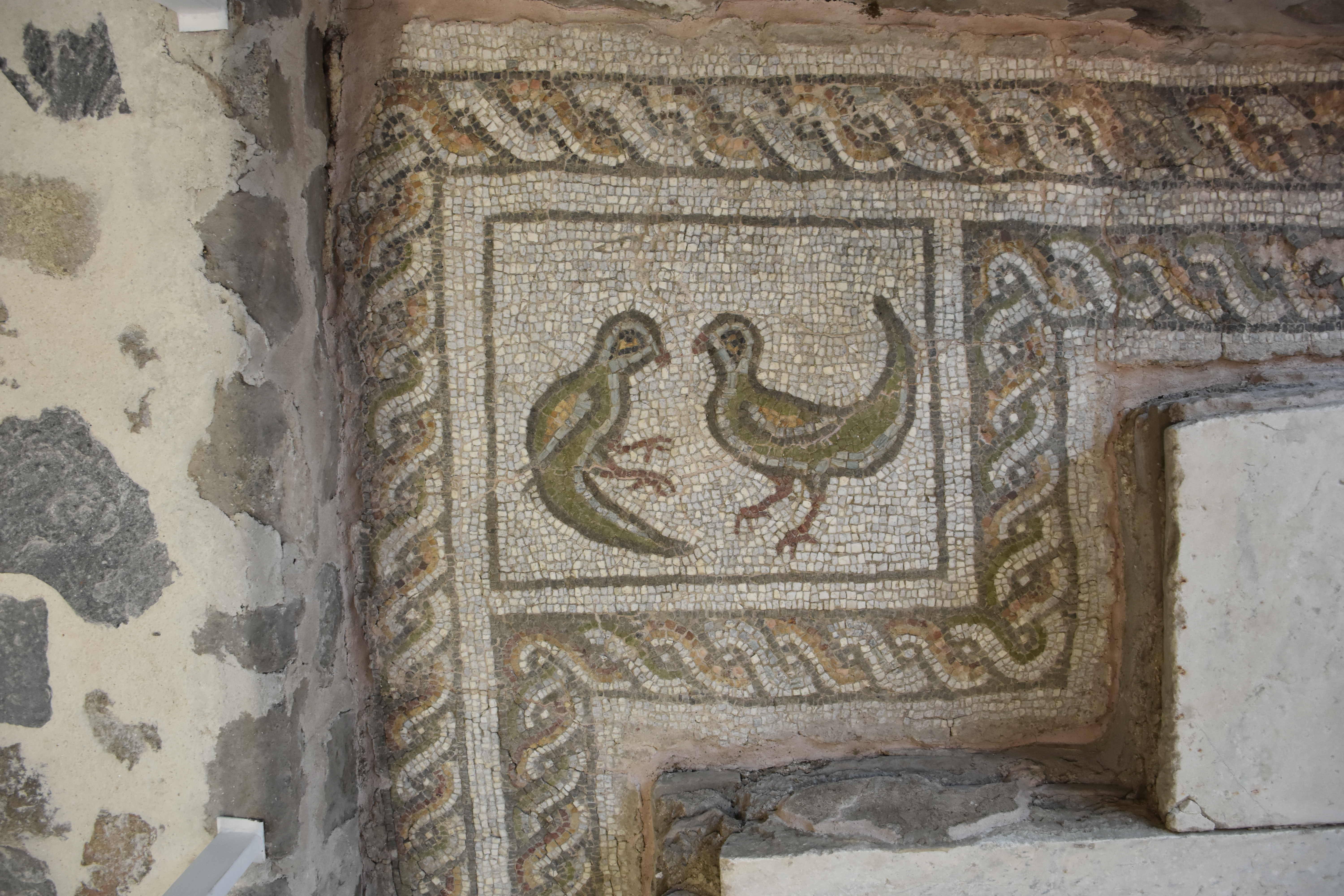
Мозаїчна підлога із зображенням птахів
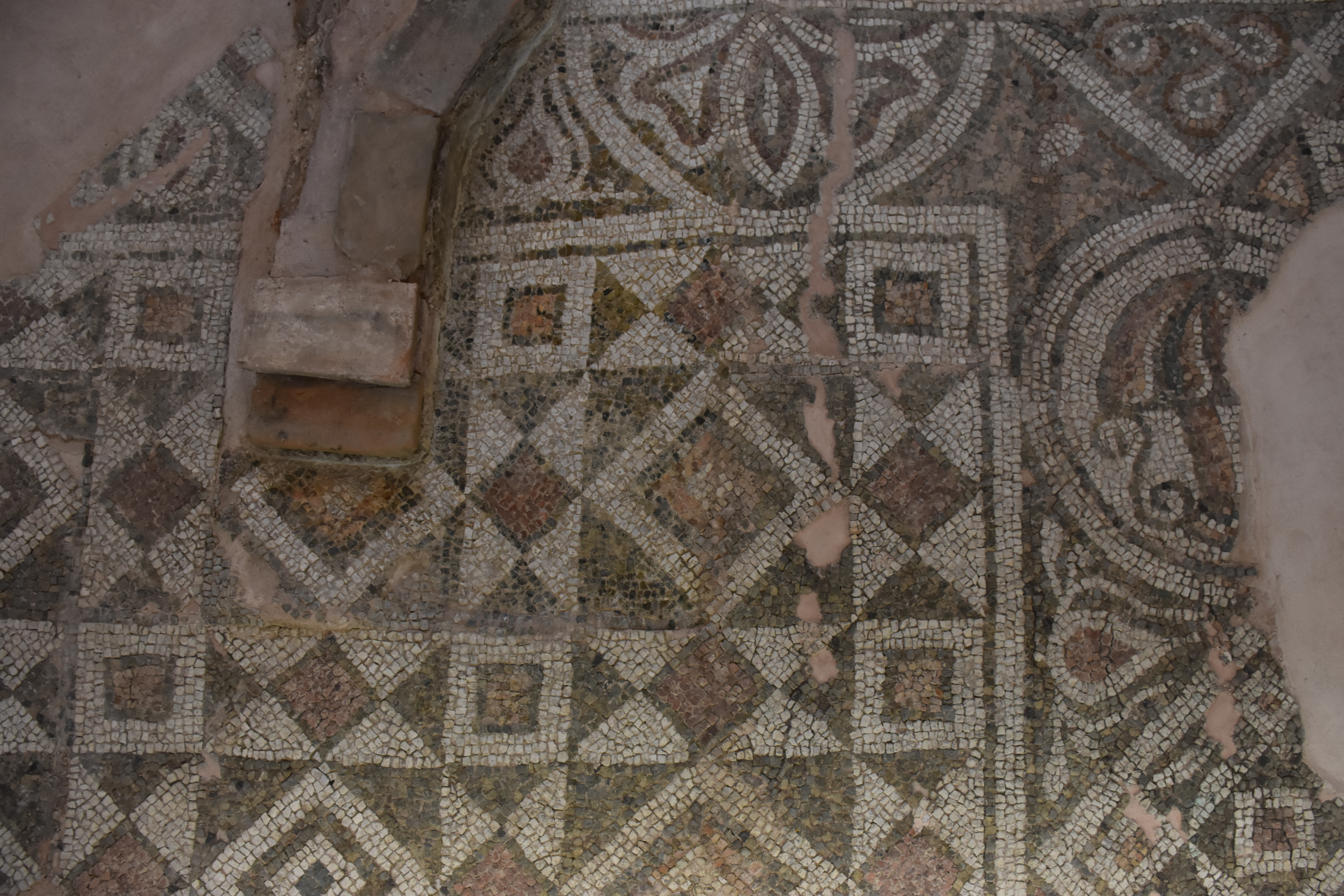
Мозаїчна підлога
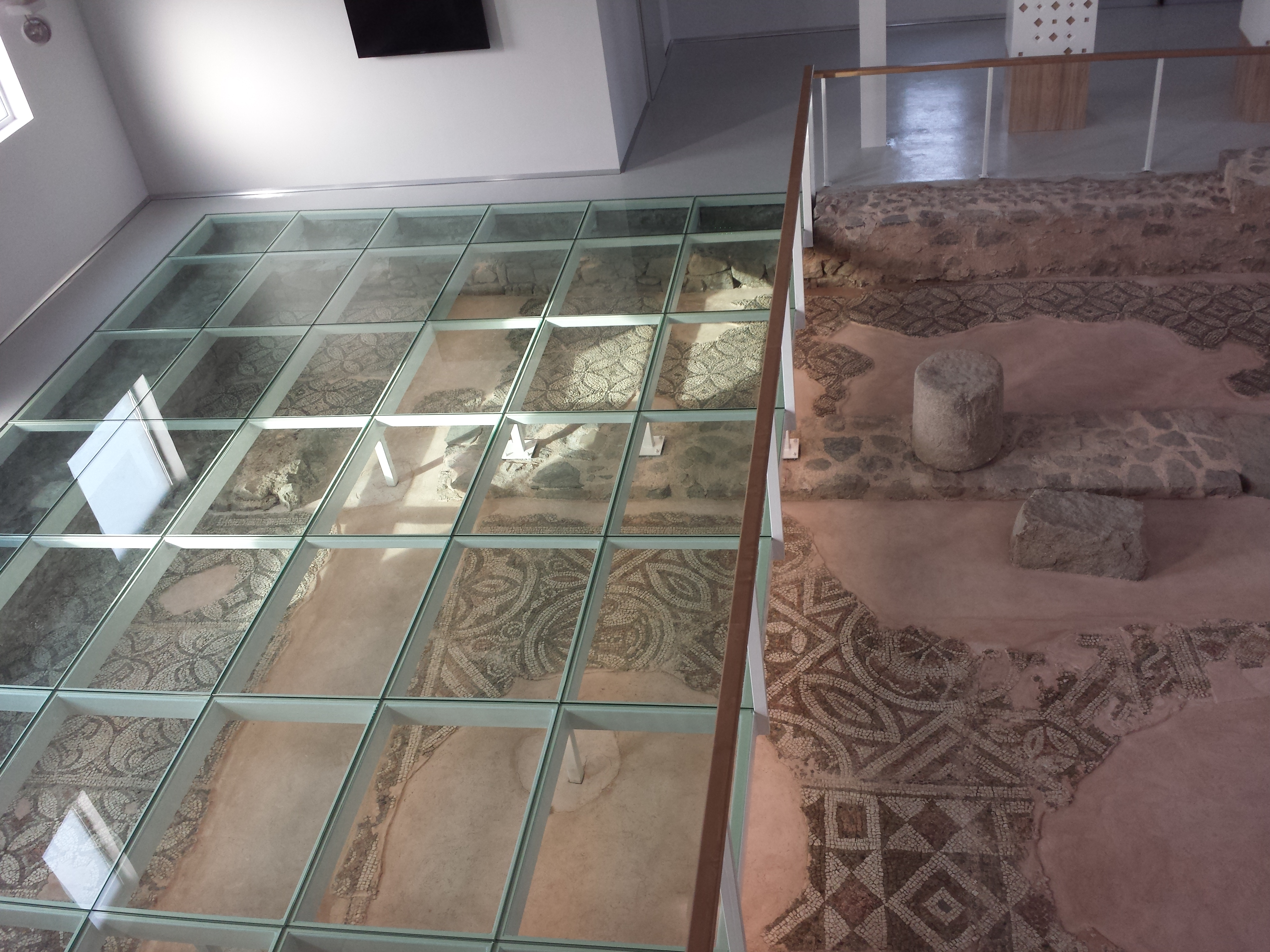
Скляна підлога поверх мозаїки
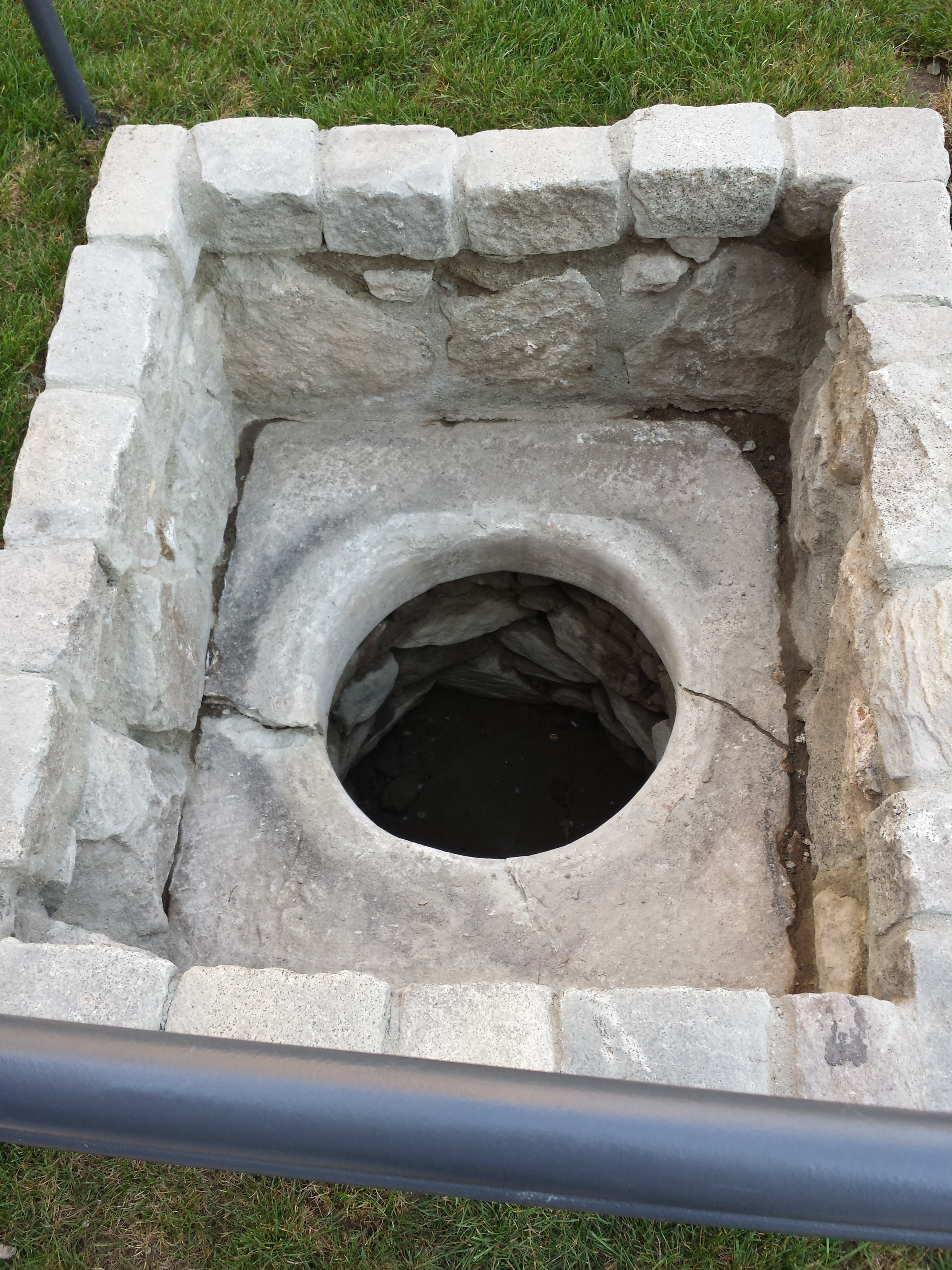
Давній колодязь біля базиліки
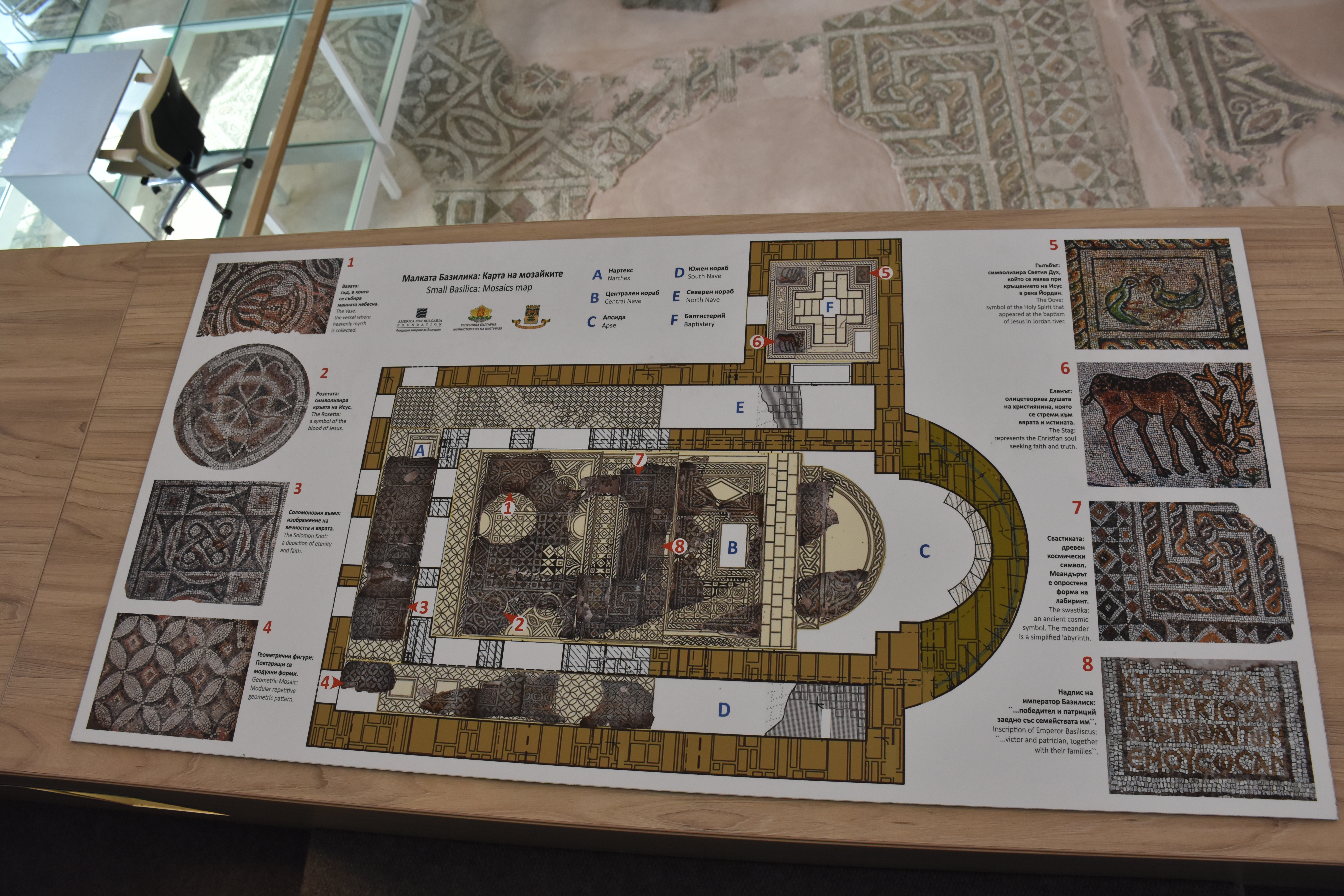
Інтер'єр базиліки